# Santiago Ojeda Pérez
Santiago Ojeda Pérez (Gáldar, 1 de julio de 1944-Las Palmas de Gran Canaria, 3 de marzo de 1997) fue un deportista español que compitió en judo, en la categoría de +93 kg. Ganó tres medallas en el Campeonato Europeo de Judo entre los años 1971 y 1973.

## Palmarés internacional
| Campeonato Europeo | Campeonato Europeo      | Campeonato Europeo | Campeonato Europeo |
| Año                | Lugar                   | Medalla            | Categoría          |
| ------------------ | ----------------------- | ------------------ | ------------------ |
| 1971               | Gotemburgo (Suecia)     | Medalla de plata   | Abierta            |
| 1972               | Voorburg (Países Bajos) | Medalla de bronce  | +93 kg             |
| 1973               | Madrid (España)         | Medalla de oro     | +93 kg             |